# Préfecture des Hauts-de-Seine
Préfecture des Hauts-de-Seine – budynek administracyjny w Nanterre, w zespole miejskim Paryża, we Francji, o wysokości 113 metrów. Budynek został otwarty w 1974 i posiada 25 kondygnacji.